# Pherenice tristis
Pherenice tristis Thorell, 1899 è un ragno appartenente alla famiglia Araneidae.
È l'unica specie nota del genere Pherenice.

## Etimologia
Il nome deriva dal greco φὲρω, fèro, cioè io porto, io apporto, e νίκη, nìke, cioè vittoria, trionfo; letteralmente apportatrice di vittoria, di senso non noto.

## Distribuzione
L'unica specie oggi nota di questo genere è stata rinvenuta nel Camerun.

## Tassonomia
Dal 1899 non sono stati esaminati altri esemplari, né sono state descritte sottospecie al 2014.